# Тереза Авилска
Света Тереза Авилска (исп. Teresa de Ávila, Teresa de Jesus) е испанска монахиня – кармелитка.
Родена е в Готарендура в провинция Авила на 28 март 1515 г. и е починала в Алба де Тормес в провинция Саламанка на 4 октомври 1582 г. Тя е деец на Контрареформацията. Смята се, че заедно с Йоан Кръстни са основали ордена на Босите кармелити. Света Тереза Авилска също така е писала литературни произведения, като днес някои от творбите ѝ са смятани от църквата като „невероятни произведения на мистичната литература“.
Ето част от творбите ѝ:
- Реласионес (Отношения).
- „Медитация на Песен на песните“, написана за нейните монахини през 1567 г.
- „Ел Кастило Интериор“ (Душевната крепост), написана през 1577 г.
- „Автобиография“.
- „Ел Камино де Перфекцион“ (Пътят на съвършенството).

## Известни цитати
- Нека нищо да не ви тревожи.
- Не се страхувайте от нищо.
- Всичко идва и си отива. Бог никога не се променя.
- Ако сме спокойни, ще постигнем всичко. Дори да имаме само Бог, пак ще бъдем щастливи.

## Мистика
Във всичките си литературни творби св. Тереза Авилска говори за душата и нейното преживяване на четири състояния:
- 1: „Преданост към любовта“ – в него човек трябва да се отдаде и да обича и също така да се разкае за греховете си.
- 2: „Преданост към мира“ – там се изтъква, че човешката воля бледнее пред Бог по харизма. Също така, че Бог е велика сила, докато други дарби като паметта ни, въображението и други се смятат за дадености, които все още не са напълно разгадани. Казва се, че е допустимо да се разсеем за неща като Бог и да се молим, докато за други не е.
- 3: "Преданост към обединението (съюза) – в него съюзът не е само духовно, но и емоционално състояние. Тук се говори и за любовта към Бога, мира и душата.
- 4: „Преданост към емоциите“ – в него всичко материално изчезва. Тялото ни, паметта, въображението просто спират да съществуват за съзнанието и се „попиват“ от Бога. Тялото и духът изпитват сладка и приятна болка и тялото буквално се издига във въздуха за известно време, при което настъпва съюзът с Бога. След това човекът стига до сълзи и дори изпада в транс. Някои хора са виждали Света Тереза да се намира в такова състояние на левитация повече от един път.

Св. Тереза е един от хората, които практикува най-много умствената молитва. Според нея тя е „просто споделяне между наистина добри приятели. Да споделяш означава да бъдеш насаме с някого, когото наистина обичаш.“
Св. Тереза е оказала изключително влияние не само върху Римокатолическата църква, но и върху испанската литература. След прочитането на нейната автобиография немската еврейка Едит Щайн се обръща към вярата, става кармелитска монахиня и завършва живота си като мъченица в лагера Аушвиц. Тя е канонизирана за светица.
През 1970 г. папа Павел VI за пръв път дава титлата Учител на църквата на жени, сред които е и Тереза Авилска.

## Изследвания
- Сабоурин, Владимир. Тереса от Авила и еросът на превода. – Панорама, 2008, № 4,
- Сабоурин, Владимир. Свещенотрезвото. Мистика и Модерност. Велико Търново, УИ, 2010.
- Сабоурин, Владимир. Сърцето на Тереса: светицата и фаворитът. – В: 35 години катедра „Обща и сравнителна литературна история“ Великотърновски университет. Велико Търново, УИ, 2010,